# 1031 до н. е.

## Події
- Ассирія: цар Шульману-ашаред II сходить на трон.

### Астрономічні явища
- 10 травня. Кільцеподібне сонячне затемнення.[1]
- 4 листопада. Кільцеподібне сонячне затемнення.[1]